# Філософ у роздумах
«Філософ у роздумах»  — олійна картина, написана Рембрандтом ван Рейном, зберігається в музеї Лувр, у Парижі.

## Історія
Картина датована 1632 роком, коли Рембрандт переїхав з Лейдена до Амстердаму. Останні дослідження припускають, що на картині замість роздумів зображено «Товита і Анну». Таке тлумачення наведено в каталозі аукціону 1738 року, першому джерелі, яке чітко посилається на цю картину.
Картина була привезена до Парижа з Гааги в середині 18 століття і потрапила в аристократичні колекції, перш ніж була придбана для королівських колекцій, що розміщуються в Луврському музеї.  Картина згадується в працях багатьох літературних діячів 19-го та 20-го століть, зокрема Жорж Санд, Теофіла Готьє, Жюля Мішле, Марселя Пруста, Поля Валері, Гастона Башляра, Поля Клоделя та Олдоса Хакслі.

## Опис картини
Написана олійними фарбами на дубовій панелі розміром близько 28 x 34 см, картина зображає в трохи пришвидшеній перспективі дві фігури в частково склепінному інтер'єрі, в якому домінує дерев'яні гвинтові сходи. Архітектура включає камінь, цеглу і дерево, с арочними елементами (вікно, склепіння, двері), що створюють враження монументальности. На до-іконографічному рівні це одне з найбільш «графічних» творів Рембрандта, в тому сенсі, що воно містить у собі безліч прямих, вигнутих, кругових і розбіжних ліній: від ліній плит до ліній вікна, цегла, обшивка і, звісно ж, сходи. Як і у випадку зі сходами і підносом для кошика в центрі композиції, можна сказати, що вигнуті лінії утворюють прямі. Перша фігура — старий чоловік, що сидить за столом біля вікна, схиливши голову і склавши руки на коліна. Друга фігура — стара жінка, яка доглядає вогонь відкритого вогнища. Третю фігуру — жінку, що стоїть на сходах із кошиком, повернутою до глядача, видно на гравірованих репродукціях картини XVIII і XIX століть, але практично не видно у нинішньому стані картини. У цілому нині картина досить темна через старіння лаку.